# 五十嵐サキ
五十嵐 サキ（いがらし さき、1973年12月1日 - ）は、日本のタレント、お笑い芸人、喜劇女優である。吉本新喜劇の座員。本名、五十嵐 亜紀子（いがらし あきこ）。大阪府泉大津市出身。吉本興業（新喜劇）所属。

## 人物・略歴
両親の他に兄がいる。
子供の頃から新喜劇入団を志望するも、親の大反対に遭い、奈良文化女子短期大学卒業後の2年間は関西国際空港の国際線の免税店を営む名の知れた株式会社に就職していた。
容姿は外国人がイメージするような正統派和風美人で、1994年・1995年にはゆかた美人コンテストでの入賞経験もある。
学生時代の6年間はソフトボール部のキャプテンを経験しているという、体育系の一面も持ち合わせている。
若手の頃新喜劇を退団しようとした際、それを察知した末成映薫から辞めないように涙で説得され、退団を思いとどまったという。
2018年8月19日、祇園花月の舞台と自身のInstagramで年齢を2歳偽っていたことを公表。新喜劇入団までに親の説得に要した2年分をマイナスしていたという。

## 芸歴
1997年、新喜劇への入団に反対していた親を説得し、入団。当初は本名の五十嵐亜紀子で出演していたが、1999年現在の五十嵐サキに改名。2003年頃にそれまでのマドンナ未知やすえや中西喜美恵が40歳代になってマドンナ役を降り、若手の五十嵐が本格的にマドンナ女優として活躍するようになる。
その後は未知や中西のように自身も年齢的に中年となった事によりマドンナ女優での活躍は減少した上に、辻本茂雄が座長を務めていた公演では、それまでの体型が中年太りが進行してしまった事をネタに弄られる事が多くなり、ゾウアザラシといじられるようになる。アキからは炭水化物お化けといじられることもある。
持ち芸としては、未知のようにそれまでの態度を豹変させて恐ろしい言葉で相手に凄むこと。さらに若い宇都宮まきも出演しているときは役柄を互いに入れ替えて、通行人役、比較的セリフが多いボケ役などに回ったりしている。
陣内智則のネタに登場する女性の声を当てることも多い。

## 舞台・TV出演
- なんばグランド花月や今ホットな芸人達と喜劇チームを組んで出演。
- TVは現在「よしもと新喜劇」（毎日放送）に出演中。
- NHKの「爆笑オンエアバトル」に中田はじめ、烏川耕一、中條健一、安尾信乃助と「ポコポコ5」というユニットを組んで出演したことがある（結果は141KBで10位オフエア）。
- 朝日放送の「おはよう朝日です」
- よしもとクリエイティブ・エージェンシー主催・舞台「キャバレー哀歌（エレジー）」
- NHK連続テレビ小説スカーレット（笹山由香里 役）
- だが、情熱はある（2023年4月16日、日本テレビ）- お好み焼き店の店員

## ギャグ・芸風
- 小籔千豊らが国崎恵美やぢゃいこらの容姿をイジったときに、「ちょっと、ひどいわよ!恥ずかしいと思えへんの」と言ったあと、国崎に対しては「その顔!」、ぢゃいこや山本奈臣実に対しては「その体!」とイジる。
- 謝る場面で「ホンマすいませんと思えません」（山田亮・伊賀健二などから「いや思えよ!」などのツッコミが入る）がかわいいと話題である
- セクハラ行為を働かれたときなど、未知やすえのように、泉州弁で凄む。
- 体形が変わる以前はマドンナ役が多かったが、桑原和男らから「うわーっ、肩幅の広い女」とツッコミが入ることがあった。
  - 過去、桑原からは「あんたが御堂筋歩いたら、1車線塞いでしまうんやないの?」というボケもある
- 演じるのは、いわゆる天然キャラクターが多く、男性陣に間違いをツッコまれ、「こいつ、アホちゃうんか?」と言われると、「『アホ』ちゃいます、『サキ』です」とさらにボケる。
- 朝日放送「全快はつらつコメディ お笑いドクター24時!!」2010年6月6日放送分で「私怒ったことないんですよ」とボケてハイヒールでセットを蹴ったらハイヒールのかかとがセットに刺さり出演者、スタッフが唖然となった。
- 近年では、中年太りをいじられることが多く、ぴちぴちのベージュのワンピースを着て登場する。
  - 初登場時「うわ～っ、めっちゃデブのオバハンきた～!」と驚かれ、その後ベージュのワンピースを着ていることから「あれゾウアザラシや」と言われ歩くたびに「ザッザッズルズル～」とゾウアザラシの歩く音を出される。その後辻本が「アーアー!」とゾウアザラシの鳴きまねをするとサキも「アーアー!」と返し周りから「ご自分で認めましたね!?」と突っ込まれるが、彼女は「釣られただけ」とフォロー。また、ジャケットを脱いでベージュのワンピース姿で登場した際、辻本に「裸にネックレスや思った」と弄られる。劇の終盤、強盗によって人質に取られた時、辻本が「彼女を傷付けるな! 彼女は来週、アドベンチャーワールドへ移送する」と頓珍漢な説得をする。この後、辻本とサキの2人でアドベンチャーワールドのテーマソング(Always Together)を歌い、強盗を呆れさせる。